# GoShogun
GoShogun (яп. 戦国魔神ゴーショーグン Сэнгоку Мадзин Го:Сё:гун) — аниме-сериал в жанре меха, созданный на студии Ashi Productions и показанный по TV Tokyo в 1981 году. Является одним из первых, пародирующих меха в целом и другие произведения в частности. В 1985 году вышел фильм-сиквел GoShogun: The Time Étranger.

## Сюжет
Профессор Санада (Бриджер) — создатель единственной в мире действующей установки телепортации. Когда-то в молодости он путешествовал к месту падения Тунгусского метеорита и увез с собой уцелевшую частицу метеорита. Позже он изучает её и обнаруживает, что найденная им частица излучает неизвестную ранее энергию, называемую «бимлер». Санада создаёт телепортирующуюся крепость Good Thunder, которые используют энергию метеорита, а также боевого робота «ГоСёгун» («Макстар») для её охраны. Станция способна мгновенно переноситься на расстояние до 10 тысяч километров.
Преступный синдикат Докога, возглавляемый криминальным авторитетом Неонеросом (Тёмная Звезда), пытается похитить профессора Санаду, чтобы заставить его раскрыть секрет телепортации, но Санада совершает самоубийство ради сохранения тайны. Следующей целью синдиката становится десятилетний Кэнта (Нейтон), сын изобретателя. Мальчика спасает экипаж базы Good Thunder — это учёный доктор Сабарат (Джеймс Шагал) и три пилота, Синго Ходзё (Джейсон Темплар), Килли Гэгли (Скотт Каттер) и Рэми Симада (Кэти Джемисон). С этого момента база путешествует по миру и сражается с силами Неонероса, используя робота и три истребителя.
Со временем Кэнта узнаёт, что ему предстоит получить всю энергию метеоритной частицы и отправиться в космическое странствие. В итоге экипаж ГоСёгуна побеждает трёх офицеров Неонероса:
- Кернагул (Джеральден или Мясник) — грубый и необразованный,
- Леонардо Медичи Бандл (принц Абихан) — утонченный блондин, коварный интриган,
- Суэни Каттнал (капитан Блейд) — одноглазый «пират» с вороном на плече.

Каждый из них командует армией роботов различных модификаций.
Окончательную победу одерживает Кэнта, получив в своё распоряжение силу метеоритной частицы, позволяющую ему общаться с машинами и роботами. После победы мальчик отправляется странствовать в космосе, оставив на Земле своих друзей и усмирённых врагов.

### GoShogun: The Time Étranger
40 лет спустя после событий оригинального сериала бывший пилот GoShogun Рэми Симада попадает в автокатастрофу и в критическом состоянии доставляется в реанимацию. Находясь в коме, она противостоит собственным демонам, в то время как друзья и прошлые враги пытаются продлить ей жизнь. «Странница во времени» вышла за пределы жанра меха, став одним из самых необычных сиквелов в истории аниме, включив в себя философию, психологию и притчу с элементами сюрреализма.

## Роли озвучивали
| Актёр             | Роль                  |
| ----------------- | --------------------- |
| Осаму Кобаяси     | Капитан Сабарат       |
| Хиротака Судзуоки | Синго Ходзё           |
| Хидэюки Танака    | Килли Гэгли           |
| Мами Кояма        | Рэми Симада           |
| Йоко Мацуока      | Кэнта Санада          |
| Юдзуру Фудзимото  | «Отец» / Неонерос     |
| Сатоми Мадзима    | OVA / «Мать»          |
| Канэто Сиодзава   | Леонардо Медичи Бандл |
| Дайсукэ Гори      | Ятта лa Кернагул      |
| Сёдзиро Кихара    | Суэни Каттнал         |
| Микио Тэрасима    | Доктор Зитс           |

## Релиз

GoShogun: The Time Étranger

GoShogun впервые распространялся на VHS и LaserDisc в 1980-е годы.
В 2000 году появились 6 DVD от Pioneer LDC. Соотношение сторон экрана было 1,33:1 (4:3), а звук Dolby Digital 2.0. Переиздание состоялось в 2011 году в серии EMOTION the Best Bandai Visual. В США продавались диски Central Park Media 2003 и 2005 годов выпуска с анимационным фильмом, названным Time Stranger, что отличалось от первоначального. Дополнительные материалы включали предысторию, трейлер и превью.
В Японии в 2016 году вышел комплект в составе 5 Blu-ray плюс 3 CD саундтрека от King Records. Оформление сделал Муцуми Иномата, отвечавший за ключевую анимацию в сериале.
В США Blu-ray были изданы компанией Discotek Media: 27 июня 2017 года GoShogun: The Time Étranger и 30 октября 2018 года GoShogun. Формат — 1,33:1. Звук — LPCM 2.0.
9 мая 2019 года сервис Crunchyroll добавил сериал и фильм в свой аниме-каталог.

### Macron 1
В 1985 году сериал под названием Macron 1 был адаптирован телекомпанией Saban для Северной Америки. В этой версии использована анимация из сериала Akū Daisakusen Srungle. Также было полностью изменено музыкальное оформление — использовались популярные композиции 1980-х годов — в частности, тема фильма «Полицейский из Беверли-Хиллз», фрагменты «Relax» группы Frankie Goes to Hollywood, «Shout» и «Everybody Wants to Rule the World» группы Tears for Fears и некоторые песни Майкла Джексона.
Позднее американская версия мультфильма подверглась ещё одному монтажу: было вырезано по половине серии из анимации к сериалу Akū Daisakusen Srungle. В таком виде мультсериал попал в Европу (Франция, Италия).

### В компьютерных играх
GoShogun неоднократно появляется в ряде игр известной серии Super Robot Wars: Super Robot Wars EX (1994, впервые), Super Robot Wars 4 (1995), Super Robot Wars F Final (1998), Super Robot Wars 64 (1999), Super Robot Wars Alpha 2 (2003), Super Robot Wars Alpha 3: To the End of the Galaxy (2005) и Super Robot Wars NEO (2009). В Альфе 2 и 3 Бандл командует кораблём «Голубой Дунай».

## Отзывы и критика
Майкл Тул, редактор сайта Anime News Network, дал GoShogun: The Time Étranger 43 место из 100 лучших аниме-фильмов (дополнение к списку журнала Paste), заметив, что это странный творческий проект о пилотах суперробота, боровшихся с экзистенциальным страхом, размышляя о своём наследии и смертности. Рэми Симада всегда была самым интересным персонажем в GoShogun. Закалённая в боях героиня должна противостоять завтрашнему дню или поддаться апатии.
Брайан Кэмп написал, что Кунихико Юяма, режиссёр сериала и его продолжения — фильма «ГоСёгун: Странница во времени», в 1996 году выпустил Kimagure Orange Road: Summer's Beginning, имеющий с последним интригующее тематическое сходство. Путешествие мечты чередует миры и воспоминания о юности. Если сериал выделялся тем, что был весёлой пародией на жанр, то фильм, напротив, имеет больше общего с Perfect Blue и является сюрреалистическим отражением неизбежности смерти. Фактически, гигантский робот там вообще не играет никакой роли. Уникальность заключается в том, что эксперимент сделан намеренно: создатели хотели попрощаться с командой GoShogun. Сначала это оказалось незамеченным, но позже о нём вспомнили. Поклонники думают, что The Time Étranger заслуживает лучшего. Что действительно поражает в «Страннице во времени», так это прекрасный пример того, как создать фильм, основанный на сериале, и не требовать просмотра первоисточника. Картина хорошо сочетает три периода и различные обстоятельства. Рэми оказывается стойкой героиней, а её спутникам отводится меньше внимания. Для 1985 года анимация достойная и приятная для глаз. Особенно качественно прорисован город в пустыне, в котором происходит большая часть действия. GoShogun: The Time Étranger сочетает несколько жанров с большим напряжением, чем в обычном триллере, чтобы удовлетворить большинство зрителей.
Джонатан Клементс и Хелен Маккарти в аниме-энциклопедии обратили внимание на то, что GoShogun был объединён с Akū Daisakusen Srungle и выпущен в США под названием Macron 1. Как в Вольтроне и Роботеке, там изменили сюжетную линию и отредактировали многие сцены. Американский рынок после «Возвращения джедая» 1983 года проявлял интерес к космическим операм. Macron One получился успешным соединением инопланетной команды, говорящих роботов и врагов, подозрительно похожих на имперских штурмовиков. Шоу дополнили современной поп-музыкой, идущей по MTV, в том числе «The Reflex» Duran Duran. Однако лицензия на долгосрочное использование не приобреталась, поэтому со временем возникли проблемы с соблюдением авторских прав. GoShogun: The Time Étranger также путают с другим фильмом 1986 года — Toki no Tabibito: Time Stranger («Временной странник»). Ètranger здесь в переводе с французского — чужестранка, гостья. Судьба Рэми остаётся неясной в финале, который является либо метафорой о её смерти, либо сценой воссоединения с душами друзей, в зависимости от зрительской интерпретации.